# Tenhults SOK
Tenhults SOK, bildad 1953, idrottsförening från orten Tenhult i Jönköpings kommun i Sverige. Föreningen utövar bland annat cykelsport, nordisk skidsport och orientering, och har arrangerat tävlingen Smålandskavlen flera gånger.